# Segelsällskapet Aros

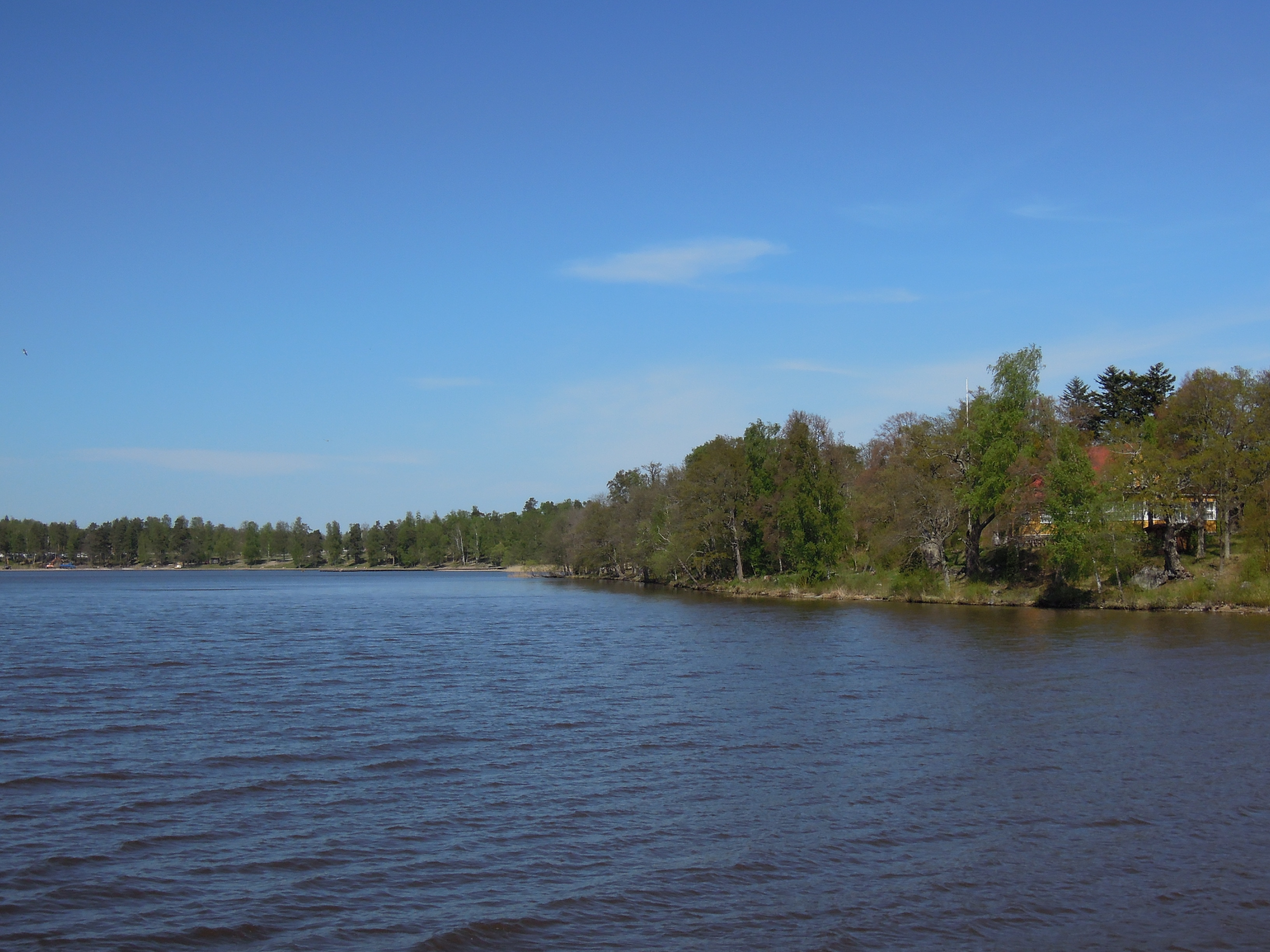
Rågsäcken klubbhuset

Segelsällskapet Aros, SSA, är ett segelsällskap från Västerås, bildat 28 augusti 1906, som en utbrytning från Westerås Segelsällskap. Dess hemmahamn ligger på ön Rågsäcken, nära Björnön i Västeråsfjärden.
Sällskapet har cirka 250 familjer registrerade som medlemmar. 